# Колрейн
Колре́йн (англ. Coleraine, ирл. Cúil Raithin) — большой город района Колрейн, столица района, находящийся в графстве Лондондерри Северной Ирландии в устье реки Банн.

## Транспорт
Местная железнодорожная станция была открыта 4 декабря 1855 года и закрыта для товароперевозок 4 января 1965 года.

## Демография
Колрейн определяется Northern Ireland Statistics and Research Agency (NISRA) как большой таун (то есть как город с населением от 18000 до 75000 человек).

## Известные уроженцы
- Тримбл, Эндрю, регбист, Мишель Фэрли актриса